# The New Pope
The New Pope är en italiensk dramaserie som hade premiär den 10 januari 2020. Samtliga nio avsnitt regisserades av Paolo Sorrentino.
Serien är en uppföljare till The Young Pope från 2016. När serien börjar ligger Påve Pius XIII i koma, och kardinalerna samlas i Vatikanen för att välja en efterträdare. John Brannox, medlem av den engelska aristokratin och en anhängare av John Henry Newman, blir den vinnande kandidaten.

## Rollista (i urval)
- Jude Law – påve Pius XIII
- John Malkovich – sir John Brannox, påve Johannes Paulus III
- Silvio Orlando – kardinal Angelo Voiello